# Блажевский, Евгений Викторович
Евге́ний Ви́кторович Блаже́вский (1884—1973) — новатор колхозного производства, звеньевой колхоза имени Горького Котовского района Одесской области УССР. Дважды Герой Социалистического Труда (1950, 1958).

## Биография
Блажевский Е. В. родился 6 марта (23 февраля по старому стилю) 1884 года в селе Любомирка, ныне Подольского района Одесской области Украины.
Мастер высоких урожаев кукурузы. В 1949 году получил 69,2 ц кукурузы с 1 га на площади в 10 га. К заслугам этого мастера-кукурузовода относится его творческая работа по улучшению природы возделываемых в хозяйстве сортов и гибридов кукурузы, в частности сорта «Котовчанка 1» и «Котовчанка 2».
Член КПСС с 1952 года. Делегат XX и XXII-го съездов КПСС.
С 1963 года — на пенсии.
Умер 28 августа 1973 года, похоронен в селе Любомирка.

## Награды
- Дважды Герой Социалистического Труда:
  - 07.06.1950 — за высокие урожаи кукурузы,
  - 26.02.1958 — за успехи в развитии сельского хозяйства.

- Награждён 2 орденами Ленина, а также медалями.

## Память
- На родине Е. В. Блажевского установлен бронзовый бюст.[1]